# Culdești
Culdești falu Romániában, Erdélyben, Fehér megyében. Közigazgatásilag Alsóvidra községhez tartozik.

## Fekvése
Az Erdélyi-középhegységben, Aranyosponor közelében fekvő település.

## Története
Culdeşti egyike az Alsóvidrához tartozó hegyoldalon szétszórtan fekvő pár házas mócok lakta falvaknak, mely korábban Aranyosponor része volt. 1956 körül vált külön településsé 58 lakossal. 1966-ban  64, 1977-ben 100, 1992-ben 91, a 2002-es népszámláláskor 76 lakosa volt.